# Whale Rock Games
Whale Rock Games — українська публічна компанія із розробки відеоігор з Києва. Налічує від 11 до 50 працівників[джерело?].

## Історія
Дата відкриття компанії в публічних джерелах відсутня. Перша гра була випущена наприкінці лютого 2016 року.

## Ігри

### Перелік ігор
| Гра                             | Дата релізу            | Примітки                |
| ------------------------------- | ---------------------- | ----------------------- |
| We Are The Dwarves              | 26 лютого 2016 року    | [ 2 ] [ 4 ] [ 5 ] [ 6 ] |
| Time Lock VR-1                  | 9 серпня 2017 року     | [ 5 ]                   |
| Deployment                      | 10 квітня 2018 року    | [ 2 ] [ 4 ] [ 5 ] [ 6 ] |
| Cybernetic Fault                | 25 вересня 2020 року   |                         |
| Euphoria: Supreme Mechanics     | 18 жовтня 2020 року    |                         |
| Cyberpunk SFX                   | 29 листопада 2020 року |                         |
| Dofamine                        | 27 травня 2021 року    |                         |
| Firelight Fantasy: Resistance   | 11 липня 2021 року     |                         |
| Firelight Fantasy: Phoenix Crew | 16 серпня 2021 року    |                         |
| Synthwave Burnout               | 4 вересня 2021 року    |                         |
| PolyClassic: Wild               | 11 жовтня 2021 року    |                         |
| Inquisitor’s Heart and Soul     | 22 жовтня 2021 року    |                         |
| The Divine Invasion             | 3 грудня 2021 року     |                         |
| Firelight Fantasy: Vengeance    | 14 січня 2022 року     |                         |
| NeuraGun                        | 21 січня 2022 року     |                         |
| SPACE ACCIDENT                  | 10 лютого 2022 року    | [джерело?]              |
| Firelight Fantasy: Force Energy | 18 лютого 2022 року    |                         |
| Hell Division                   | 3 червня 2022 року     | [джерело?]              |
| Time Lock VR-2                  | 13 липня 2022 року     | [джерело?]              |
| Heavy Burden                    | 8 серпня 2022 року     | [джерело?]              |
| NeverSynth                      | 15 вересня 2022 року   |                         |
| The Wraith of the Galaxy        | 15 лютого 2023 року    | [джерело?]              |
| Swords Fantasy: Battlefield     | 6 березня 2023 року    |                         |
| Heavy Burden                    | 11 вересня 2023 року   |                         |

### We Are The Dwarves
Дебютна та найвідоміша гра компанії, що вийшла 26 лютого 2016 року. Тактична ролова гра, що розповідає про подорож трьох громін через підземелля в пошуках різноманітних ігрових предметів. 

### Deployment
Багатокористувацький шутер, який вийшов в 2018 році. В грі також присутня механіка контролю певних областей на карті. 

## Дивіться також
- GSC Game World
- 4A Games
- Best Way
- Ubisoft Kyiv